# 紐約市的烏克蘭人

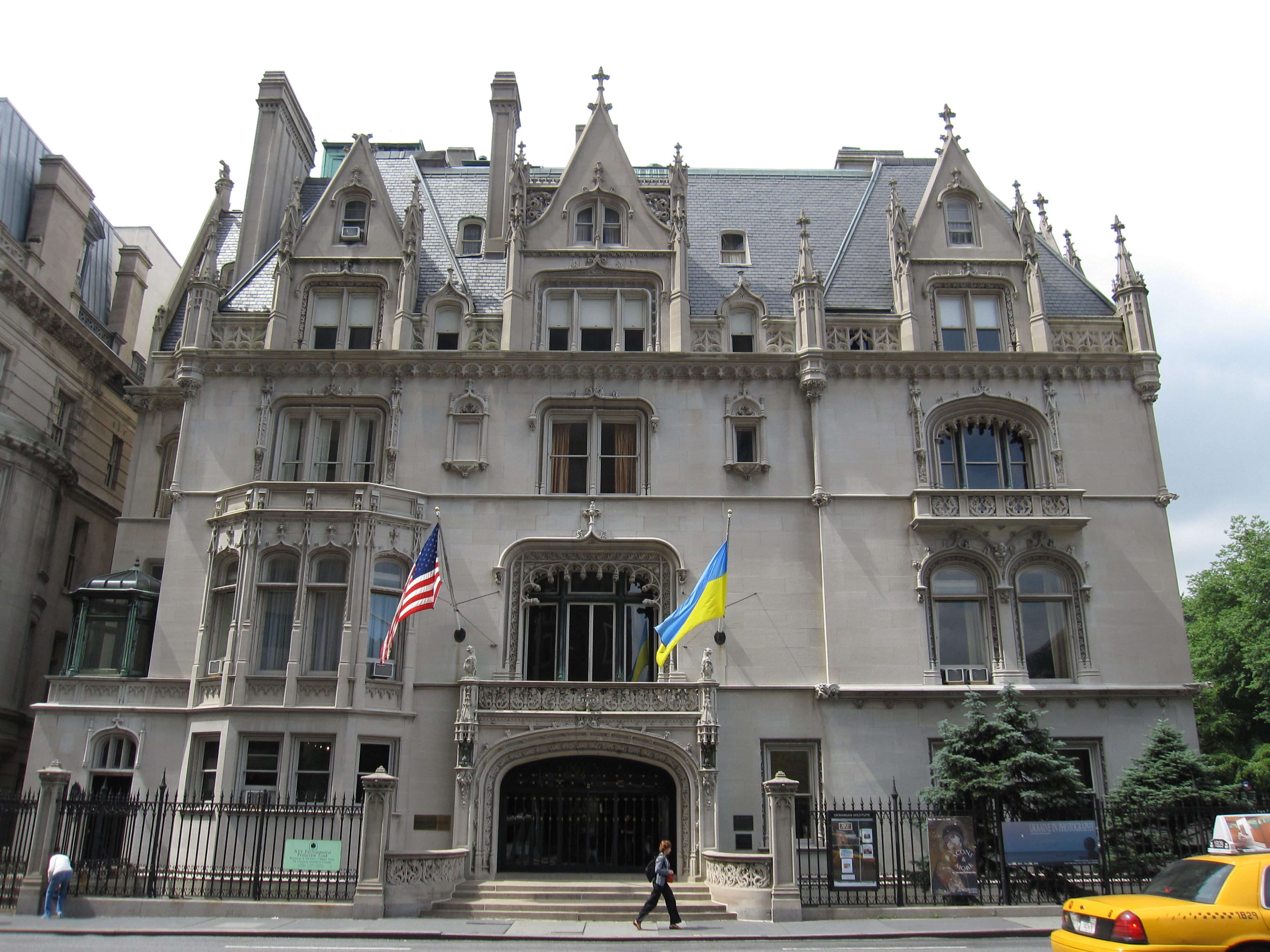
坐落於曼哈頓第五大道的Harry F. Sinclair House是一個國立歷史地標，為美國烏克蘭研究所的所在地，他們尋求推廣烏克蘭藝術及文學，不時舉行公開展覽

早在17世纪，乌克兰裔美国人就已经居住在纽约市，当时这座城市被称为新阿姆斯特丹。然而，第一波乌克兰人大规模移民潮发生在1870年至1899年间，與其他歐洲移民差不多時間湧入。